# NGC 4214
NGC 4214 = NGC 4228 ist eine irreguläre Galaxie mit ausgedehnten Sternentstehungsgebieten vom Hubble-Typ IBm 
im Sternbild Jagdhunde am Nordsternhimmel. Sie ist schätzungsweise 14 Millionen Lichtjahre von der Milchstraße entfernt und hat einen Durchmesser von etwa 30.000 Lichtjahren.

Im selben Himmelsareal befinden sich die Galaxien NGC 4163 und NGC 4190.
In dieser Galaxie entstehen viele neue Sterne und Sternhaufen, zu erkennen an dem weiß-bläulichen Licht. Wissenschaftler vermuten, dass die massereichen Sterne des Sternhaufens im Zentrum schon bald als Supernovae explodieren werden.
Die Supernovae SN 1954A (Typ-Ib) und SN 2010U wurden hier beobachtet.
Das Objekt wurde am 28. April 1785 vom deutsch-britischen Astronomen Wilhelm Herschel entdeckt.

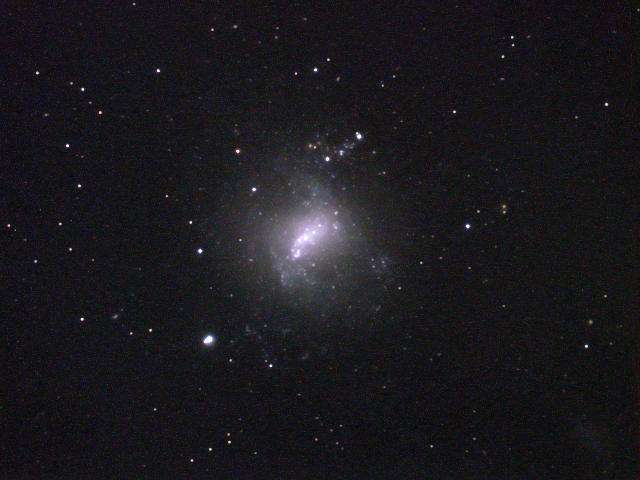
Die Galaxie NGC 4214 aufgenommen von einem Amateurastronomen